# Bocs, téves kapcsolás!
A Bocs, téves kapcsolás! (eredeti cím: Boy, Did I Get a Wrong Number!) 1966-os amerikai filmvígjáték Bob Hope és Elke Sommer főszereplésével. Ez a film volt Hope és a komikus Phyllis Diller három filmes együttműködésének első darabja, amelyet 1967-es Nyolcan szökésben és 1968-as Sör, lányok, háború című filmek követtek.
Egy csábító sztár elmenekül Hollywoodból és káoszt okoz egy ingatlanügynöknek.

## Cselekmény
Egy gyönyörű francia színésznő, Didi (Elke Sommer) megunja, hogy csak habfürdőkkel kapcsolatos reklámjairól vált híressé, mint a színészi alakításairól. Megelégeli a helyzetet, ezért egy időre Oregonba menekül, ahol találkozik egy középkorú, nős ingatlanügynökkel (Bob Hope), aki beleegyezik, hogy titokban segít neki, és ebből különféle bonyodalmak származnak.

## Szereplők
- Bob Hope – Tom Meade
- Elke Sommer – Didi
- Phyllis Diller – Lily
- Cesare Danova – Pepe Pepponi
- Marjorie Lord – Mrs. Martha Meade
- Kelly Thordsen – Shawn Regan nyomozó
- Benny Baker – Schwartz hadnagy nyomozó
- Terry Burnham – Doris Meade
- Joyce Jameson – telefonos operátor
- Harry von Zell – híradós / narrátor
- Kevin Burchett – Larry Meade
- Keith Taylor – Plympton

## Filmkészítés
A film volt Bob Hope második közös filmje Edward Small-lal. A forgatás 1965 októberében kezdődött. Ez volt Phyllis Diller filmes debütálása főszereplőként - további öt filmre írt alá Hope-pal.

## Fordítás
- Ez a szócikk részben vagy egészben  a   Boy, Did I Get a Wrong Number! című angol Wikipédia-szócikk fordításán alapul.  Az eredeti cikk szerkesztőit annak laptörténete sorolja fel. Ez a jelzés csupán a megfogalmazás eredetét és a szerzői jogokat jelzi, nem szolgál a cikkben szereplő információk forrásmegjelöléseként.